# 11 Syberyjska Dywizja Strzelecka
11 Syberyjska Dywizja Strzelców (ros. 11-я Сибирская стрелковая дивизия) – wielka jednostka piechoty Armii Imperium Rosyjskiego, następnie podczas wojny domowej w Rosji Białej Armii gen. Kołczaka.

## Formowanie i walki
Dywizja sformowana została w 1899, w składzie trzech pułków strzelców i pułku artylerii:
- Dowództwo 11 Syberyjskiej Dywizji Strzelców
- 34 Syberyjski pułk strzelców
- 35 Syberyjski pułk strzelców
- 36 Syberyjski pułk strzelców
- 11 Syberyjski pułk artylerii[1]
- batalion strzelców i karabinów maszynowych[2]
- szwadron kawalerii dywizyjnej (Sotnia Kozaków)
- kompania saperów
- oddział łączności
- obóz dywizji
- szpital dywizji
- Dywizyjny Punkt Weterynaryjny

W następnym roku dywizja podporządkowana została dowódcy nowo powstałego 4 Syberyjskiego Korpusu Strzelców. Od marca 1913 dywizją dowodził gen. lejt. Jan Zarako-Zarakowski.
Na pocz. marca 1919 w zajętym przez białych Omsku na Syberii została sformowana 1 Kadrowa Dywizja Omskiego Okręgu Wojskowego. Na jej czele stanął gen. mjr Seweryn I. Liaszczik. 
Pod koniec marca tego roku rozkazem adm. Aleksandra W. Kołczaka przemianowano ją na 11 Syberyjską Dywizję Strzelecką. 
Składała się z:
- 41 Syberyjskiego pułku strzelców
- 42 Syberyjskiego pułku strzelców
- 43 Syberyjskiego pułku strzelców
- 44 Syberyjskiego pułku strzelców

oraz batalionu jegrów, dywizjonu inżynierskiego i dywizjonu artylerii. 
Zmobilizowani chłopi nie chcieli już jednak walczyć, starych żołnierzy nie było zaś zbyt wielu. Morale i wartość bojowa dywizji były niskie. Część oficerów dowództwa adm. A. W. Kołczaka wysyłała sygnały, że dywizja nie jest jeszcze gotowa do walki, ale zostały one zlekceważone. W rezultacie na początku lipca 1919 trafiła ona na front, walcząc z wojskami bolszewickimi w rejonie Wierchnieuralska. Następnie przeszła w okolice Kustanaja w północnej części Kazachstanu. Już 17 sierpnia z powodu niezdolności do dalszej walki rozkazem szefa sztabu głównodowodzącego wojskami białych na Syberii i ministra wojny gen. Michaiła K. Dichterichsa dywizja została rozformowana. Poszczególne jej oddziały włączono w skład 4., 5. i 11 Korpusów Armijnych Armii Południowej gen. G.A. Biełowa.